# Monarque à ailes tachetées
Symposiachrus guttula
Espèce
Statut de conservation UICN

 LC  : Préoccupation mineure
Le Monarque à ailes tachetées (Symposiachrus guttula, synonyme : Monarcha guttulus ) est une espèce d'oiseaux de la famille des Monarchidae. C'est une espèce monotypique.
Cet oiseau est endémique des îles Aru et la Nouvelle-Guinée.

## Taxinomie
La description de l'espèce, sous le nom originel de Muscicapa guttula, est attribuée par Handbook of the Birds of the World à Garnot, 1829 ; par le Congrès ornithologique international à Lesson, 1828 ; et par Alan P. Peterson à Lesson & Garnot, 1829.
synonymesMonarcha guttula, Monarcha guttulus